# حمید باکری
حمید باکری (۱ آذر ۱۳۳۴ – ۶ اسفند ۱۳۶۲) نظامی ایرانی بود که از فرماندهان میانی سپاه پاسداران انقلاب اسلامی در خلال جنگ ایران و عراق به‌شمار می‌آمد و جانشینی فرماندهٔ لشکر ۳۱ عاشورا را برعهده داشت. او برادر کوچکتر علی باکری و مهدی باکری است. 
وی در عملیات‌های رمضان، فتح‌المبین، بیت‌المقدس و والفجر ۲ حضور داشت و در حین اجرای عملیات والفجر ۱ به شدت مجروح گردید. باکری در اسفندماه ۱۳۶۲ در خلال انجام عملیات خیبر، بر اثر اصابت مستقیم گلوله آرپی‌جی، در جزیره مجنون کشته شد. جسد او در میدان نبرد باقی ماند و به کشور بازگردانده نشد.

## زندگی‌نامه
حمید باکری در تاریخ ۱ آذر ۱۳۳۴ در شهر ارومیه زاده شد و دوران کودکی و نوجوانی را در این شهر سپری نمود. او تحصیلات متوسطه را در دبیرستان فردوسی ارومیه به پایان رساند و بعد از اخذ مدرک دیپلم متوسطه، با وجود قبولی در آزمون کنکور سراسری، به سربازی رفت. باکری دوران خدمت سربازی را در یکی از پاسگاه‌های ژاندارمری اطراف ارومیه گذراند و بعد از پایان خدمت، حدود یک سال، به‌همراه برادرش؛ مهدی به شهر تبریز نقل مکان کرد و فعالیت‌های سیاسی علیه نظام شاهنشاهی را نیز در همین دوره آغاز نمود. در سال ۱۳۵۵ ابتدا به ترکیه و از آنجا به لبنان و سوریه رفت، تا در دوره‌های آموزش چریکی شرکت نماید. وی سپس برای ادامه تحصیلات راهی کشور آلمان شد، اما با استقرار سیدروح‌الله خمینی در حومه پاریس، وی تحصیل در آلمان را رها کرد و عازم فرانسه شد.
با وقوع انقلاب ۱۳۵۷، به ایران بازگشت و در پی شکل‌گیری سپاه پاسداران انقلاب اسلامی، در سال ۱۳۵۸ به عضویت این نهاد درآمد. با آغاز جنگ ایران و عراق، حمید باکری نیز همچون بسیاری از اعضای سپاه پاسداران، به‌عنوان نیروی داوطلب عازم استان خوزستان شد و دوره کوتاهی فرماندهی خط مقدم ایستگاه ۷ آبادان را عهده‌دار گردید. وی در پی مشکلات به‌وجود آمده با برخی نیروهای سپاه، برای مدتی در جهاد سازندگی فعالیت کرد، اما سرانجام بار دیگر به سپاه پاسداران بازگشت و فعالیت خود را به‌عنوان جانشین فرمانده لشکر ۳۱ عاشورا ادامه داد.
حمید باکری در تاریخ ۶ اسفند ۱۳۶۲ در خلال انجام عملیات خیبر، بر اثر برخورد مستقیم موشک آرپی‌جی، در منطقه قرنه واقع در جزایر مجنون، کشته شد و پیکر وی نیز هیچ‌گاه شناسایی نگردید.
حمید باکری در تاریخ ۳۰ دی‌ماه ۱۳۵۸ با فاطمه چهل امیرانی ازدواج کرد، که حاصل این ازدواج، ۲ فرزند (یک دختر و یک پسر) بود.

## دیدگاه‌ها
سه دسته شدن رزمندگان پس از جنگ هشت‌ساله
باکری پیش‌از درگذشت، دربارهٔ نظامیان ایرانی پیش‌بینی‌هایی کرده بود:
دعا کنید که خداوند شهادت را نصیب شما کند در غیر این صورت زمانی فرا می‌رسد که جنگ تمام می‌شود و رزمندگان امروز سه دسته می‌شوند:
اول دسته‌ای که به مخالفت با گذشته خود برمی‌خیزند.
دوم دسته‌ای راه بی‌تفاوتی برمی‌گزینند و در زندگی مادی غرق می‌شوند و همه چیز را فراموش می‌کنند.
دسته سوم به گذشته خود وفادار می‌مانند و احساس مسئولیت می‌کنند که از شدت مصائب و غصه‌ها دق خواهند کرد.
پس از خداوند بخواهید که با وصال شهادت از عواقب زندگی بعد از جنگ در امان بمانید، چون عاقبت دو دسته اول ختم به خیر نخواهد شد و جزو دسته سوم ماندن بسیار سخت و دشوار خواهد بود.

## خانواده
حمید باکری در تاریخ ۳۰ دی‌ماه ۱۳۵۸ با فاطمه چهل امیرانی ازدواج کرد، که حاصل این ازدواج، ۲ فرزند (یک دختر و یک پسر) بود. در خلال درگیری‌های پس از انتخابات سال ۱۳۸۸، مجتبی ذوالنور؛ جانشین پیشین و نماینده رهبر جمهوری اسلامی (سید علی خامنه‌ای) در سپاه پاسداران انقلاب اسلامی، مدعی شد، که همسر حمید باکری، به همسری وزیر اطلاعات دولت خاتمی؛ علی یونسی درآمده‌است. فاطمه چهل امیرانی؛ همسر حمید باکری نیز ضمن اعلام اینکه بعد از باکری ازدواج نکرده‌است، در مورد سخنان ذوالنور گفت:
«من از همه دروغگویان فتنه‌گر و منافق بیزارم، چرا که بین مردم با دروغ‌هایشان نفاق انداخته‌اند، زیرا شهدایی که با آنان همنشین بوده‌ام از صادقان و صالحان بوده‌اند و من نیز ان‌شاءالله هم‌پیمان آنان خواهم بود.»
خواهر باکری نیز در همان ایام، در نامه‌ای نوشت:
«در مورد همسران برادرانم جملات نامربوطی شنیده‌ام، شما اگر ذره‌ای شرم از مقام و خون شهید داشتید، امروز این بی‌حرمتی‌ها را به همسران شهدا نمی‌کردید. کسانی که تا قبل از این بی‌عدالتی اخیر حاکمیت، با چنگ و دندان از این حکومت حمایت کرده‌اند، چطور یک شبه مستحق این همه توهین شده‌اند؟ آنها شب‌ها در خفا برای همسران خود گریسته‌اند، تا کسی اشک‌های آنان را نبیند، تا مثل حضرت زینب محکم و استوار باشند. آن‌وقت شما مقدس‌مآبان و تازه‌به‌دوران رسیده‌ها که باکری‌ها را نمی‌شناسید، می‌گویید همسرانشان دیگر باکری نیستند؟ شما که هستید که چنین حقی به خود می‌دهید؟»
در این‌باره همچنین زهرا باکری؛ دیگر خواهر باکری‌ها، در مصاحبه‌ای با رادیو فردا اعلام کرد:
پسر برادرم را دستگیر کرده‌اند، بلایی سر ما آمده که زمان شاه نیامد، باور کنید یک ساواکی در خانه مرا نزد. زمان شاه من بعد از شهادتِ برادرم استخدام شدم، خواهر دیگرم نیز در محلی دیگر، در پست بالایی استخدام شد، مهدی دانشگاه قبول شد و تحصیل را شروع کرد، یک نفر درِ خانه ما را نزد. می‌گفتند خرابکار، یا خانواده خرابکار، ولی کسی جسارت نکرد در خانه ما را باز کند و به ما توهین کند، ولی در جمهوری اسلامی ما این توهین‌ها را دیدیم.
آسیه باکری؛ دختر حمید باکری نیز در مراسمی تحت عنوان؛ بسیجی واقعی همت بود و باکری، که از سوی بسیج دانشجویی دانشکده حقوق دانشگاه تهران برگزار شد، به شدت به سوءاستفاده‌هایی که امروزه حکومت جمهوری اسلامی، از نام شهدای جنگ ایران و عراق می‌کند و تصویرسازی دروغین از آنان، اعتراض کرد:
چه کسی می‌گوید باکری‌ها دنبال این بودند که مردم را محدود کنند؟
او همچنین صادق محصولی؛ وزیر کشور دولت محمود احمدی‌نژاد را متهم کرد، که در زمان مسئولیتش در سپاه پاسداران، در شهر ارومیه، اقدام به اخراج حمید باکری از سپاه پاسداران کرده بود.